# Louis Paul Cailletet
Louis-Paul Cailletet (Châtillon-sur-Seine, 21 settembre 1832 – Parigi, 5 gennaio 1913) è stato un fisico e inventore francese.
Nel 1877 riuscì a produrre qualche gocciolina di ossigeno liquido attraverso una metodica che sfruttava l'effetto Joule-Thomson, differente da quella utilizzata da Raoul Pictet.
Con questa tecnica infatti l'ossigeno subiva un raffreddamento e una compressione simultanee, seguite da una rapida dilatazione. Questo procedimento permette di ottenere un ulteriore raffreddamento del gas riuscendo ad arrivare alla temperatura di -182,97 °C (90,18 K) alla quale l'ossigeno liquefà.
Questi esperimenti gli valsero la  Medaglia Davy nel 1878.